# ナモヌイト環礁
ナモヌイト環礁（ナモヌイトかんしょう、英語: Namonuito Atoll）は太平洋西部、カロリン諸島に存在する最大の環礁。ミクロネシア連邦のチューク州に属しており、同国内でも最大の環礁となっており、環礁の面積は2267平方キロメートル（km2）に及ぶ。同国チューク州チューク環礁は現在成長途中の環礁であるとされているが、現状ではミクロネシア連邦最大である。世界でもマーシャル諸島のクワジャリン環礁に次いで2番目に大きい。

## 地理
ナモヌイト環礁はチューク州の北西地域「Oksoritod」に存在し、チューク環礁の北西端から北西170キロメートル（km）程の位置にある。三角形に近い形であり、底部になっている南の辺はおおよそ80 kmである。南西端のオノウン島が環礁の本島となっている。そのほか南東端のピヘラル島、北端のマグール島が大きく、その他の環礁の島の多くは北部から南東の辺に存在する。全体の12島で合計陸地面積は4.5 km2であり、人口は2000年の国勢調査で1341人であった。
礁環部は大部分が水没しており、上空から見た場合、覆う水の明るい色で判別できる。礁環部の深さは0.9メートル（m）から18.3 mほどである。珊瑚礁はまだ形成中であるとされており、多くの場所で渡ることができる。礁湖は均一な深さではない。ピサラス島の22 km西の5.5 mの1区画と、ピサラス島10 kmの位置にある2.7 m - 3.7 mの深さの切断された珊瑚礁を除いて珊瑚の頭が9 mよりも浅い位置にある場所は存在しないとされる。

## 歴史
欧州人の最初の来訪は1566年7月5日のスペインのガレオン船San Jerónimoであった。ピヘラル島でLope Martínとその一味の暴徒（兵士13、船員13）が反乱を起こし、船長であったPero Sánchez Pericónやほかの搭乗員を殺害し、置き去りにしたとされる。
1801年、Juan Antonio de Ibargoitiaが船長を務めるFilipino号がオノウ島に再び訪れ、この島をAnonimaとして記している。

## 状況
ピヘラル島はココヤシやそれ以外の樹木が育成している。島の北西から西北西に珊瑚礁が延びており、浅い泥の浜を囲んでいる。オノウン島はココヤシが密に植わっている。乾燥した珊瑚礁が島の海岸線を飾っている。島内にはラジオ局が存在する。
環礁内にはチューク州の40自治体のうち5自治体が存在し、2000年の国勢調査では以下のようになっている。
| ランドサットの可視光画像 |              |               |              |        |                                                       | |
| 自治体                   | 旧名         | 陸地面積(km2) | 人口(2000年) | 位置   | 島                                                    | 座標 |
| オノウン                 | ウルル       | 2.54          | 598          | 南西   | オノウン島                                            | 北緯08度35分22秒 東経149度39分37秒 / 北緯8.58944度 東経149.66028度 |
| ピヘラル                 | ピサラス     | 0.80          | 227          | 南東   | Wabonoru Islet ピヘラル島 Pielimal Islet Weltot Islet | 北緯08度35分50秒 東経150度21分18秒 / 北緯8.59722度 東経150.35500度 北緯08度34分55秒 東経150度24分26秒 / 北緯8.58194度 東経150.40722度 北緯08度36分50秒 東経150度22分38秒 / 北緯8.61389度 東経150.37722度 北緯08度37分15秒 東経150度22分16秒 / 北緯8.62083度 東経150.37111度 |
| ウナヌ                   | オナリ       | 0.26          | 178          | 北東辺 | ウナヌ島 Bihof Islet Behiliper Islet Amurtride Islet  | 北緯08度45分11秒 東経150度19分46秒 / 北緯8.75306度 東経150.32944度 北緯08度45分43秒 東経150度19分24秒 / 北緯8.76194度 東経150.32333度 北緯08度46分03秒 東経150度19分02秒 / 北緯8.76750度 東経150.31722度 北緯08度46分10秒 東経150度18分47秒 / 北緯8.76944度 東経150.31306度 |
| オノー                   | オノ         | 0.31          | 182          | 北東辺 | オノー島                                              | 北緯08度47分52秒 東経150度16分58秒 / 北緯8.79778度 東経150.28278度 |
| マクール                 | マグール諸島 | 0.47          | 156          | 北部   | マグール島 Magererik Islet                            | 北緯08度59分27秒 東経150度07分22秒 / 北緯8.99083度 東経150.12278度 北緯08度57分24秒 東経150度03分53秒 / 北緯8.95667度 東経150.06472度 |
| ヌモナイト環礁           | マグール諸島 | 4.38          | 1,341        |        |                                                       | 北緯08度40分00秒 東経150度00分00秒 / 北緯8.66667度 東経150.00000度 |

## 註
1. ↑  Coello, Francisco La Conferencia de Berlín y la cuestón de las Carolinas: Discursos pronunciados en la Sociedad Geográfica de Madrid, Madrid, Imprenta de Fortanet, 1885, p.96
2. ↑  Krämer, Augustin Ergebnisse der Südsee Expedition, Friederichsen, De Gruyter, 1908,p.197-198
3. ↑  Sharp, Andrew The discovery of the Pacific Islands, Clarendon Press, Oxford, 1960, p.183